# لي زهي هاي
لي زهي هاي (بالصينية: 李志海) (2 أغسطس 1982 بكينغوان في الصين - ) هو لاعب كرة قدم صيني في مركز الدفاع. لعب مع غوانغجو إفرغراند تاوباو وLam Ieng ‏ وChao Pak Kei ‏ وShaanxi Wuzhou F.C. ‏.

## وصلات خارجية
- لي زهي هاي على موقع قاعدة بيانات كرة القدم.إي يو (الإنجليزية)